# Henric Öhngren
Henric Gustaf Paulus Öhngren (i riksdagen kallad Öhngren i Örnsköldsvik), född 7 juni 1853 i Hedvig Eleonora församling, Stockholm
, död 15 februari 1926 i Örnsköldsvik, Västernorrlands län, var en svensk grosshandlare och politiker (liberal).
Henric Öhngren, som i födelseboken noteras som född av "okända föräldrar", var köpman i Örnsköldsvik 1875–1893 och var rådman i staden 1893–1898. Han utsågs till Danmarks vicekonsul 1891 och Storbritanniens vicekonsul 1893. I Örnsköldsvik var han stadsfullmäktiges ordförande 1913–1926. Han var även ordförande i Västernorrlands läns landsting 1923–1926.
Öhngren var riksdagsledamot i andra kammaren 1899–1905 för Härnösands och Örnsköldsviks valkrets och i första kammaren 1919–1924, fram till 1921 för Västernorrlands läns valkrets och därefter för Västernorrlands läns och Jämtlands läns valkrets. I riksdagen tillhörde han Liberala samlingspartiet, efter den liberala partisplittringen 1923 ersatt av Frisinnade folkpartiet. I riksdagen var han bland annat ledamot i bankoutskottet 1920–1924. Som riksdagsman engagerade han sig i skilda frågor, bland annat gällande förvaltningsärenden.
Henric Öhngren var gift med Eva, född Augustin 1862 i Själevad, Västernorrlands län. Paret hade åtta barn varav det äldsta var seminarielektorn Siri Öhngren.